# Grandilithus
Genre
Grandilithus est un genre d'araignées aranéomorphes de la famille des Phrurolithidae.

## Distribution
Les espèces de ce genre se rencontrent en Asie de l'Est.

## Liste des espèces
Selon World Spider Catalog (version 26, 20/02/2025) :
- Grandilithus anyuan Liu & S. Q. Li, 2022
- Grandilithus aobei Liu & S. Q. Li, 2022
- Grandilithus bawangling (Fu, Zhang & Zhu, 2010)
- Grandilithus bialatus Liu, Xu & Yin, 2023
- Grandilithus biarclatus (Fu, He & Zhang, 2015)
- Grandilithus chongzuo Xu, Mu, C. Zhang & F. Zhang, 2023
- Grandilithus danxia He, Mu, Guo & Zhang, 2023
- Grandilithus dingnan Liu & S. Q. Li, 2022
- Grandilithus dongguling Liu & S. Q. Li, 2022
- Grandilithus ensifer (Mu & Zhang, 2021)
- Grandilithus fengshan Liu & S. Q. Li, 2022
- Grandilithus florifer (Fu, He & Zhang, 2015)
- Grandilithus fujianus (Fu, Jin & Zhang, 2014)
- Grandilithus globosus Shi, Mu & Zhang, 2025
- Grandilithus jianfengling (Fu, Zhang & Zhu, 2010)
- Grandilithus jiangshan Liu & S. Q. Li, 2022
- Grandilithus jingshi Liu & S. Q. Li, 2022
- Grandilithus lanxi Xu, Mu, C. Zhang & F. Zhang, 2023
- Grandilithus limushan (Fu, Zhang & Zhu, 2010)
- Grandilithus linglingae Lin & Li, 2023
- Grandilithus longjiatang Liu & S. Q. Li, 2022
- Grandilithus longtanica (Liu, 2020)
- Grandilithus lynx (Kamura, 1994)
- Grandilithus nanan Liu & S. Q. Li, 2022
- Grandilithus nigromaculatus Shi, Mu & Zhang, 2025
- Grandilithus ningdu Liu & S. Q. Li, 2022
- Grandilithus nonggang (Liu, Xu, Xiao, Yin & Peng, 2019)
- Grandilithus taihe Liu & S. Q. Li, 2022
- Grandilithus taiwanicus (Hayashi & Yoshida, 1993)
- Grandilithus tianyushan Liu & S. Q. Li, 2022
- Grandilithus tongren Shi, Mu & Zhang, 2025
- Grandilithus tupingao Liu & S. Q. Li, 2022
- Grandilithus wanshou (Yin, 2012)
- Grandilithus wanzili Liu & S. Q. Li, 2022
- Grandilithus xiaohuangshan Xu, Mu, C. Zhang & F. Zhang, 2023
- Grandilithus xiaoxiicus (Liu, 2020)
- Grandilithus yangzhi Lin & Li, 2023
- Grandilithus yunyin Liu & S. Q. Li, 2022

## Systématique et taxinomie
Ce genre a été décrit par Liu et Li en 2022 dans les Phrurolithidae.

## Publication originale
- Liu, Li, Zhang, Ying, Meng, Fei, Li, Xiao & Xu, 2022 : « Unknown species from China: the case of phrurolithid spiders (Araneae, Phrurolithidae). » Zoological Research, vol. 43, no 3, p. 352-355, Suppl. I : 5 p., Suppl. II : p. I-CCXX (texte intégral).